# Klembów (przystanek kolejowy)
Klembów – przystanek kolejowy Polskich Kolei Państwowych obsługiwany przez Koleje Mazowieckie. Położony jest przy ulicy Kolejowej we wsi Klembów w województwie mazowieckim.

## Ruch pasażerski[1]
| Rok  | Wymiana pasażerska na dobę |
| ---- | -------------------------- |
| 2017 | 1000-1500                  |
| 2018 | 1000-1500                  |
| 2019 | 1500-2000                  |
| 2020 | 1000-1500                  |
| 2021 | 1000-1500                  |
| 2022 | 1500-2000                  |
| 2023 | 1500-2000                  |

## Opis przystanku

### Peron
Przystanek składa się z dwóch wysokich peronów bocznych, z dwoma krawędziami peronowymi, po jednej na każdym peronie.

### Kasa biletowa
Budynek kasy biletowej znajduje w blaszanej budce przy wejściu do peronu 2.

### Przejazd kolejowo-drogowy
Pomiędzy peronem 1 i 2 znajduje się przejazd kolejowo-drogowy. Jest zabezpieczony rogatkami. Znajduje się w ciągu ulicy Kolejowej. Po obydwu stronach drogi znajduje się chodnik dla pieszych zabezpieczony oddzielnymi rogatkami.